# Kwas homogentyzynowy
Kwas homogentyzynowy – organiczny związek chemiczny z grupy kwasów karboksylowych, produkt pośredni w metabolizmie aminokwasów. Powstaje w nadmiernych ilościach w alkaptonurii (ochronozie) – genetycznie uwarunkowanym defekcie enzymatycznym.

## Znaczenie
Kwas homogentyzynowy jest jednym z metabolitów przemian aminokwasów (fenyloalanina, tyrozyna). Niedobór enzymu – oksydazy homogentyzynianowej powoduje, że gromadzi się w tkankach chorej osoby, wywołując alkaptonurię. Ma powinowactwo do tkanki łącznej i chrząstki z biegiem czasu prowadzi do uszkodzeń układu kostno-stawowego. Pod wpływem tlenu atmosferycznego utlenia się i ciemnieje, co jest łatwo widoczne w pozostawionym na powietrzu moczu chorego.